# Yes Cymru
Yes Cymru (prononcé [ˈjɛs ˈkʌmri] en anglais et [ˈjɛs ˈkəmri] en gallois), stylisé en « YesCymru » (de l’anglais yes pour « oui » et du gallois Cymru pour « pays de Galles »), est une organisation galloise sans étiquette dont l'objectif principal est d'obtenir l'indépendance du pays de Galles afin d'améliorer la gouvernance du territoire. 

## Histoire
L'organisation est formée en 2014 et son existence est rendue publique le 20 février 2016 à Cardiff.

## Activités et manifestations

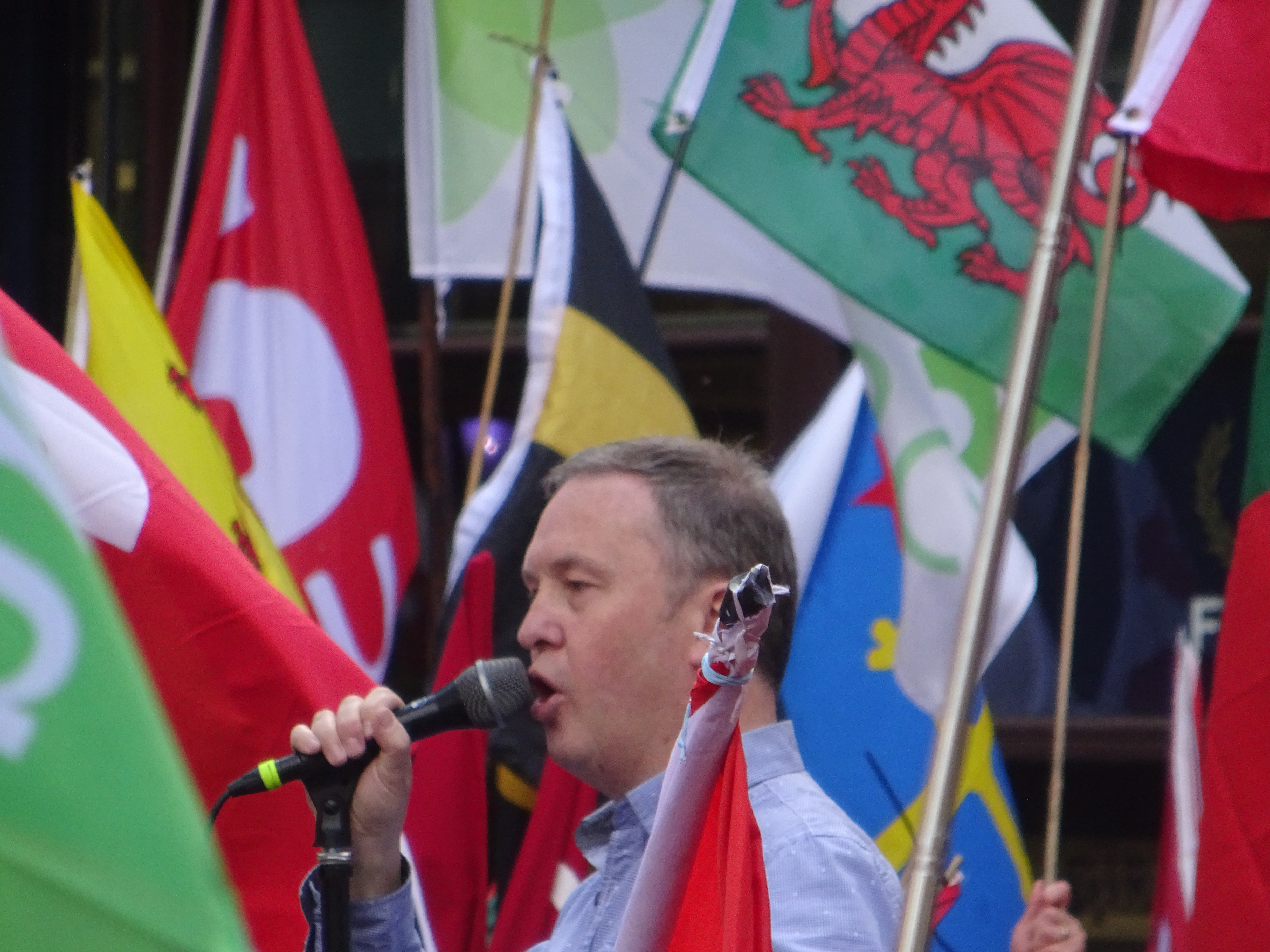
Le chef Siôn Jobbins durant une des marches, en 2019.

En mai 2019, Yes Cymru organise la première marche pour l'indépendance galloise à Cardiff. Selon les organisateurs, environ 3 000 personnes y participent. Parmi les orateurs, il y a Adam Price, le leader de Plaid Cymru.
Une autre marche a lieu à Merthyr Tydfil en septembre 2019, avec notamment le joueur de rugby Eddie Butler (en), le footballeur Neville Southall et la chanteuse Kizzy Crawford (en) comme participants.
On estime que Yes Cymru compte plus de 7 000 membres à travers le pays. L'organisation soutient les activités des personnes et des groupes qui cherchent à promouvoir la cause de l'indépendance galloise, et accueille ceux qui poursuivent cet objectif, indépendamment de leur origine ou de leur statut social.